# Chaika (relojes)
Chaika ("чайка", palabra que en ruso significa "gaviota") es una empresa relojera rusa ubicada en la ciudad de Úglich. La firma comenzó a producir relojes en la década de 1940.

## Historia
La fábrica comenzó con la producción de componentes y de rubíes para los movimientos. Gradualmente, se organizó la producción de ciclo completo de relojes y movimientos. En la década de 1980, la fábrica produjo más de 500.000 relojes al año.
A principios del año 2000, la fábrica comenzó a producir relojes Chaika con cajas de metales preciosos. Desde 2006, la fábrica se ha dedicado por completo a la fabricación de relojes de metales preciosos, como oro (purezas 585 y 750), plata (pureza 925), platino (pureza 950) y paladio (pureza 850). Muchos modelos incluyen piedras preciosas y semipreciosas, como diamantes, fianitas y piedras naturales de colores. Además de relojes, la fábrica también produce una amplia gama de pulseras, cadenas y monedas, tanto para relojes como para decoración. Actualmente, los relojes Chaika se siguen produciendo en la fábrica de relojes Chaika Production, ubicada en Úglich.
Chaika Production es una de las pocas empresas relojeras de Rusia que conserva el ciclo completo de producción: desarrollo de modelos, producción de decoraciones externas, fabricación de equipos y accesorios. Además, colabora con socios internacionales en la producción de movimientos y accesorios para relojes. Los expertos relojeros continúan la tradición de Chaika en las modernas instalaciones de producción, completamente renovadas, del histórico emplazamiento de la fábrica, construida en 1937.
Los modelos de la firma utilizan mecanismos propios o de otras empresas, como ETA y Ronda (Suiza); o Citizen Co. Ltd. (Japón). También se producen por encargo relojes personalizados para clientes corporativos.